# Promenade de l'Aviation (Ottawa)
Ne doit pas être confondu avec Promenade de l'Aéroport (Ottawa).
La promenade de l'Aviation est une promenade panoramique de la ville d'Ottawa, en Ontario, Canada.

## Description de la route
La promenade commence au sud à l'autoroute 417 et continue vers le nord, passant à côté du parc Ken Steele et du Collège La Cité, seul collège francophone d'Ottawa. Elle continue dans la même direction, passant à côté du siège social national de la Société canadienne d'hypothèques et de logement, traversant le chemin de Montréal et longeant l'hôpital Montfort. Elle se termine au Musée de l'aviation et de l'espace du Canada et à l'aéroport d'Ottawa-Rockcliffe. 
La promenade est bordée de chaque côté par d'importants bois et champs qui sont la propriété de la Commission de la capitale nationale (CCN).

## Histoire
Construite en 1988, la promenade de l'Aviation est la plus récente des promenades panoramiques de la CCN.  Étant une route sous responsabilité fédérale, elle est surveillée par la GRC plutôt que par la police locale.
L'extrémité nord de la promenade est une candidate controversée pour le site du pont interprovincial le plus à l'est d'Ottawa. Le pont traverserait la rivière des Outaouais via l'île Kettle, reliant Ottawa à Gatineau, au Québec. Sa construction a été proposée dès 1888, et cette idée a depuis été régulièrement avancée puis abandonnée .